# Hypodoxa paroptila
Hypodoxa paroptila är en fjärilsart som beskrevs av Turner 1906. Hypodoxa paroptila ingår i släktet Hypodoxa och familjen mätare. Inga underarter finns listade i Catalogue of Life.